# Герб міста Знам'янки
Ге́рб Зна́м'янки — офіційний символ міста Знам'янки, районного центру Кіровоградської області. Герб затверджений сесією міської ради 12 вересня 2002 року.
Автори — В. Кривенко та О. Полячок.

## Опис
Щит скошений зліва, у верхньому червоному полі золоте колесо з крилом (знак залізниці), у нижньому зеленому полі — золота дубова гілка з дев'ятьма листочками та чотирма жолудями.

## Символіка
Символ залізниці вказує на те, що Знам'янка виникла та отримала розвиток як населений пункт завдяки будівництву залізничної станції. Визначним природним та історичним фактором для розвитку міста став Чорний ліс. Будівництво залізниці та станції, революційні події та партизанський рух у роки Другої світової війни, період відбудови народного господарства тісно пов'язані з лісом, основною породою якого є дуб. Дуб символізує витривалість, силу, мужність та стійкість намірів.
Кольорова гама: жовтий (золото) — символ багатства та величі, червоний — символ мужності та сміливості, зелений — символ достатку і надії.